# Mosaert
Mosaert es un sello creativo belga fundado a finales de 2009 por Stromae, acompañado por su hermanastro, el director artístico, Luc Junior Van Haver. Trabaja en varios campos, como la música, el audiovisual (producción de clips, vídeos) y el Prêt-à-porter.

## Historia
Cuando Paul Van Haver (conocido como Stromae) decidió crear un sello en 2009 con la ayuda de su hermano Luc Junior Van Haver (su director artístico), su objetivo era mantener cierta independencia artística. Poco después, Universal Music France ofreció al sello un contrato de licencia para la explotación de los dos primeros álbumes de Stromae, el primero de los cuales es Cheese. En 2012, durante la preparación de su segundo álbum, Stromae y el resto del equipo de Mosaert conocieron a la estilista Coralie Barbier, quien se convertiría en la esposa de Stromae.  Junto con el dúo de diseñadores gráficos «Boldatwork», se embaron en una investigación gráfica. Se inspiran en la cera africana, sus colores vivos y sus técnicas de impresión, pero también en la obra de Maurits Cornelis Escher y en el arte de la pavimentación. El resultado fue la firma visual del segundo álbum de Stromae, Racine carrée, en varios trajes de escenas de sus videos musicales y presentaciones.  En junio de 2013, Racine carrée se dio a conocer de manera general al público y rápidamente le valio el éxito comercial y crítico. En 2015, el álbum ya había vendido más de 2.5 millones de copias en todo el mundo. Para su gira del mismo nombre, Racine carrée Tour, Stromae actuó 209 veces en cuatro continentes. Al mismo tiempo, ganó terreno la idea de dejar de reservar las creaciones textiles para la escena.

## Arte
En abril de 2014, Mosaert lanzó su primera colección de ropa, llamada «cápsula no 1». Destinada al público en general, se inspira en los motivos desarrollados para el álbum Racine carrée y se vendió de manera limitada. En diciembre de 2014 salió a la venta la colección llamada «cápsula nº 2», mientras que la tercera no se reveló hasta el 2016.
El 8 de abril de 2016, él y su esposa Coralie Barbier presentaron la nueva cápsula «Mosaert». La cuarta colección, en colaboración con Repetto, se lanzó el 31 de marzo de 2017. Al mismo tiempo, se lanzó el tema Repetto x Mosaert, un sencillo de Stromae sin letra para promocionar esta cuarta cápsula. En 2018, la marca presentó su «cápsula nº 5» en un desfile en Le Bon Marché Rive Gauche de París, firmada por Stromae, Coralie Barbier y Luc Junior Van Haver. Para la ocasión, se organizó una exposición en la que se presentaban las prendas y el proceso de diseño de la marca y se publicó un tema inédito de Stromae, «Défiler». Su objetivo era acompañar el primer desfile de moda de la marca. A esta colección le siguió la «cápsula nº 6» dos años más tarde.

## Filmografía
- 2010 : «Alors on danse», Stromae
- 2013 : «Formidable», Stromae
- 2013 : «Papaoutai», Stromae
- 2013 : «Tous les mêmes», Stromae
- 2014 : «Ta fête», Stromae
- 2014 : «Carmen», Stromae
- 2014 : «Ave Cesaria», Stromae
- 2015 : «Quand c'est», Stromae
- 2016 : «Coward», Yael Naim
- 2017 : «Run Up», Major Lazer ft. PartyNextDoor & Nicki Minaj
- 2017 : Película de la candidatura de París a los Juegos Olímpicos de 2024.
- 2018 : «IDGAF», Dua Lipa
- 2018 : «La Pluie», Orelsan ft. Stromae
- 2018 : «Hostage», Billie Eilish